# National Hockey League 1919/1920
National Hockey League 1919/1920 var den tredje säsongen av NHL. Fyra lag spelade vardera 24 matcher i grundserien innan slutspelet om Stanley Cup inleddes den 22 mars 1920. Stanley Cup vanns av Ottawa Senators som tog sin åttonde titel, efter finalsegern mot Seattle Metropolitans med 3-2 i matcher. Seattle Metropolitans fick spela om Stanley-Cup efter vinst i PCHA.
Det enda laget som tog sig till slutspel från NHL var Ottawa Senators som vann både första och andra halvan av serien, och fick i och med det mottaga O'Brien Trophy utan att behöva spela om trofén.
Quebec Bulldogs gjorde sin första och enda säsong i NHL och vann endast fyra matcher totalt. Trots det vann Quebecs Joe Malone poängligan under säsongen med utmärkta 49 poäng på 24 matcher för jumbon.
Toronto Arenas bytte namn till Toronto St. Patricks dagen innan serien drog igång.
3 mars 1920 körde Montreal Canadiens över Quebec Bulldogs med 16–3. Det är ett rekord som står sig än idag, i flest mål gjorda av ett lag under en och samma match.

## Grundserien 1919/1920
Not: SM = Spelade matcher, V = Vunna, O = Oavgjorda, F = Förlorade, GM = Gjorda mål, IM = Insläppta mål, P = Poäng, MSK = Målskillnad
| Första halvan        | SM | V | O | F  | GM | IM | P  | MSK |
| -------------------- | -- | - | - | -- | -- | -- | -- | --- |
| Ottawa Senators      | 12 | 9 | 0 | 3  | 59 | 23 | 18 | +36 |
| Montreal Canadiens   | 12 | 8 | 0 | 4  | 62 | 51 | 16 | +11 |
| Toronto St. Patricks | 12 | 5 | 0 | 7  | 52 | 62 | 10 | -10 |
| Quebec Bulldogs      | 12 | 2 | 0 | 10 | 44 | 81 | 4  | -37 |

| Andra halvan         | SM | V  | O | F  | GM | IM | P  | MSK |
| -------------------- | -- | -- | - | -- | -- | -- | -- | --- |
| Ottawa Senators      | 12 | 10 | 0 | 2  | 62 | 41 | 20 | +21 |
| Toronto St. Patricks | 12 | 7  | 0 | 5  | 67 | 44 | 14 | +23 |
| Montreal Canadiens   | 12 | 5  | 0 | 7  | 67 | 62 | 10 | +5  |
| Quebec Bulldogs      | 12 | 2  | 0 | 10 | 47 | 96 | 4  | -49 |

## Poängligan 1919/1920
Not: SM = Spelade matcher, M = Mål, A = Assists, P = Poäng
| Spelare         | Lag                 | SM | M  | A  | P  |
| --------------- | ------------------- | -- | -- | -- | -- |
| Joe Malone      | Quebec Bulldogs     | 24 | 39 | 10 | 49 |
| Newsy Lalonde   | Montreal Canadiens  | 23 | 37 | 9  | 46 |
| Frank Nighbor   | Ottawa Senators     | 23 | 26 | 15 | 41 |
| Corbett Denneny | Toronto St Patricks | 24 | 24 | 12 | 36 |
| Jack Darragh    | Ottawa Senators     | 23 | 22 | 14 | 36 |
| Reg Noble       | Toronto St Patricks | 24 | 24 | 9  | 33 |
| Amos Arbour     | Montreal Canadiens  | 22 | 21 | 5  | 26 |
| Cully Wilson    | Toronto St Patricks | 23 | 20 | 6  | 26 |
| Didier Pitre    | Montreal Canadiens  | 22 | 14 | 12 | 26 |
| Punch Broadbent | Ottawa Senators     | 21 | 19 | 6  | 25 |

## Slutspelet
Ettorna i de två "seriehalvorna" skulle ha spelat final i bäst av två matcher där den som gjort mest mål skulle fått spela om Stanley Cup. Men eftersom Ottawa Senators vann båda gångerna spelades det ingen final i NHL den här säsongen. Utan Ottawa ställdes mot vinnaren i PCHA i Stanley Cup-final direkt. Den finalserien spelades i bäst av fem matcher.

## Stanley Cup-final 1920
Ottawa Senators vs. Seattle Metropolitans
Ottawa Senators vann serien med 3-2 i matcher

## Slutspelets poängliga
Not: SM = Spelade matcher; M = Mål; A = Assists; P = Poäng
| Spelare       | Lag             | SM | M | A | P |
| ------------- | --------------- | -- | - | - | - |
| Frank Nighbor | Ottawa Senators | 5  | 6 | 1 | 7 |
| Jack Darragh  | Ottawa Senators | 5  | 5 | 2 | 7 |

## Vinnare av NHL
| O'Brien Trophy: Ottawa Senators |